# Chonopla tecta
Chonopla tecta is een vlinder uit de familie van de spinners (Lasiocampidae). De wetenschappelijke naam van de soort is voor het eerst geldig gepubliceerd in 1979 door De Lajonquière.